# Gespanschaft Lika-Senj
Die Gespanschaft Lika-Senj [ˈliːka ˈsɛɲ] (kroatisch Ličko-senjska županija) ist eine Gespanschaft im Nordwesten Kroatiens. Sie reicht von der nördlichen Adria im Westen bis zur Grenze zu Bosnien-Herzegowina im Osten. Sie umfasst den südlichen Teil des Kroatischen Küstenlandes (kroatisch Hrvatsko Primorje) um die Stadt Senj, den nördlichen Teil der Insel Pag und die im Landesinneren gelegene Landschaft Lika. Sie hat eine Fläche von 5.353 km² und 42.284 Einwohner (Stand 31. Dezember 2021). Der Verwaltungssitz ist Gospić. Sie ist der Fläche nach die größte Gespanschaft, aber zugleich die bevölkerungsärmste und mit Abstand am dünnsten besiedelte.

## Bevölkerung

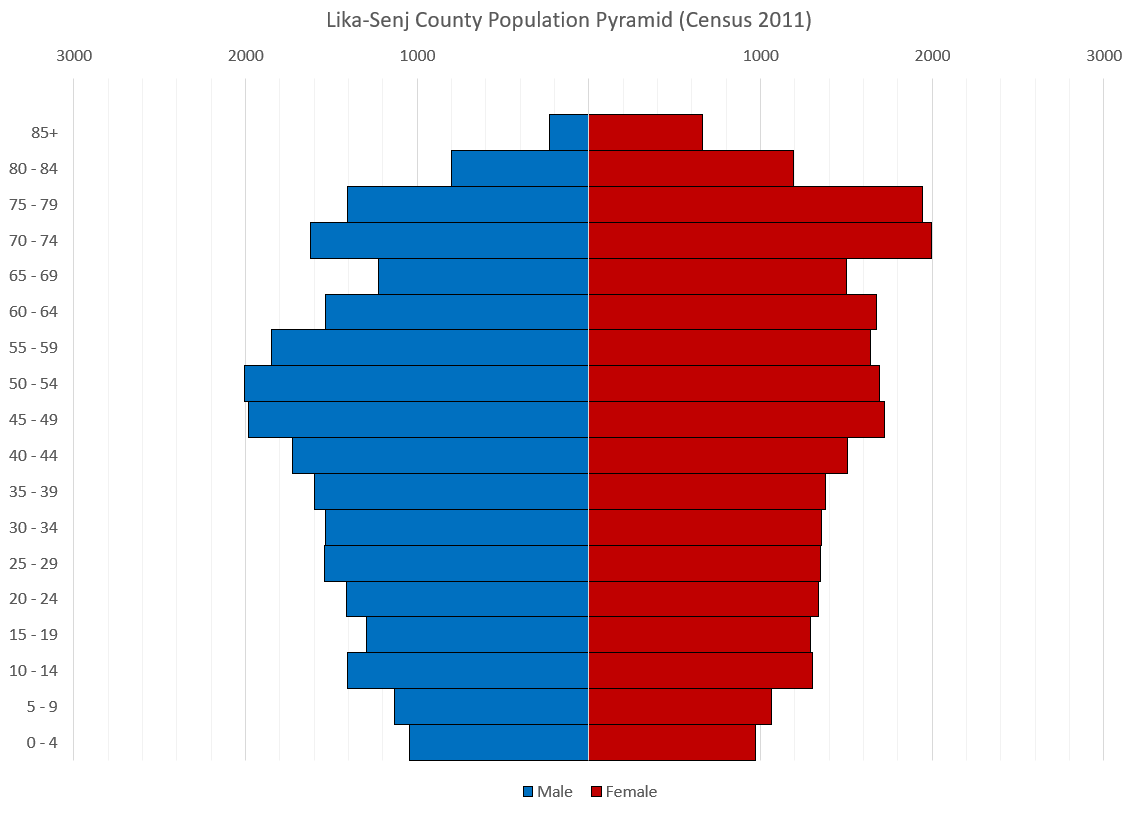
Alterspyramide der Gespanschaft Lika-Senj (Volkszählung 2011)

Die Gespanschaft Lika-Senj ist die kroatische Gespanschaft mit der geringsten Bevölkerungsdichte.
Zusammensetzung der Bevölkerung nach Nationalitäten (Daten der Volkszählung von 2021):
| Ethnie    | Anzahl | Prozent |
| --------- | ------ | ------- |
| Kroaten   | 37.561 | 87,87 % |
| Serben    | 04.062 | 9,50 %  |
| Bosniaken | 00.141 | 00,33 % |
| Albaner   | 00.125 | 00,29 % |
| Slowenen  | 000.31 | 00,07 % |

## Städte und Gemeinden
Die Gespanschaft Lika-Senj ist in 4 Städte und 8 Gemeinden gegliedert. Diese werden nachstehend jeweils mit der Einwohnerzahl zur Zeit der Volkszählung von 2021 aufgeführt.

### Städte
| Stadt    | Einw.  |
| -------- | ------ |
| Gospić   | 11.502 |
| Novalja* | 03.680 |
| Otočac   | 08.332 |
| Senj     | 05.973 |

* auf der Insel Pag

### Gemeinden
| Gemeinde         | Einw. |
| ---------------- | ----- |
| Brinje           | 2.563 |
| Donji Lapac      | 1.366 |
| Karlobag         | 0.780 |
| Lovinac          | 943   |
| Perušić          | 1.973 |
| Plitvička jezera | 3.649 |
| Udbina           | 1.334 |
| Vrhovine         | 653   |